# وزارة أنور السادات الثالثة
وزارة الرئيس محمد أنور السادات الثالثة هي الوزارة الثالثة بعد المائة في تاريخ مصر وتشكلت في 14 مايو 1980. على أن ينوب أحمد فؤاد محيي الدين عن رئيس الجمهورية في الإشراف على اجتماعات مجلس الوزراء في حالة غيابه وهو الذي يتولى تقديم برنامج الوزارة لمجلس الشعب.:106:109

## أعضاء الحكومة
| الوزارة | الوزير                   |
| --- | ------------------------ |
| رئيس مجلس الوزراء                                                                                                | محمد أنور السادات        |
| نائب رئيس مجلس الوزراء (ينوب عن رئيس مجلس الوزراء في اجتماعات المجلس ويتولى تقديم برنامج الحكومة إلى مجلس الشعب) | أحمد فؤاد محيي الدين     |
| نائب رئيس مجلس الوزراء لشئون مجلس الشعب                                                                          | فكري مكرم عبيد           |
| نائب رئيس مجلس الوزراء ووزير الخارجية                                                                            | كمال حسن علي             |
| نائب رئيس مجلس الوزراء للإنتاج ووزير البترول                                                                     | أحمد عز الدين هلال       |
| نائب رئيس مجلس الوزراء للخدمات ووزير الداخلية                                                                    | محمد نبوي إسماعيل        |
| نائب رئيس مجلس الوزراء للشئون الاقتصادية والمالية ووزير التخطيط والمالية والاقتصاد                               | عبد الرزاق عبد المجيد    |
| الدفاع والإنتاج الحربي                                                                                           | أحمد بدوي                |
| التأمينات الاجتماعية والدولة للشئون الاجتماعية                                                                   | آمال عثمان               |
| التعمير والإسكان واستصلاح الأراضي                                                                                | حسب الله الكفراوي        |
| النقل والمواصلات والنقل البحري                                                                                   | سليمان متولي سليمان      |
| الري والدولة لشئون السودان                                                                                       | محمد عبد الهادي سماحة    |
| السياحة والطيران المدني                                                                                          | علي جمال الناظر          |
| العدل | أنور عبد الفتاح أبو سحلى |
| الصناعة والثروة المعدنية                                                                                         | محمد طه زكي              |
| الكهرباء | محمد ماهر أباظة          |
| التموين والتجارة الداخلية                                                                                        | أحمد نوح                 |
| الدولة للإنتاج الحربي                                                                                            | جمال السيد إبراهيم       |
| الدولة للتعليم والبحث العلمي                                                                                     | مصطفى كمال حلمي          |
| الدولة لشئون الخارجية                                                                                            | بطرس بطرس غالي           |
| الدولة للقوى العاملة والتدريب                                                                                    | سعد محمد أحمد            |
| الدولة للزراعة والأمن الغذائي                                                                                    | محمود محمد داوود         |
| الدولة لشئون مجلس الشعب                                                                                          | عبد الآخر عمر عبد الآخر  |
| الدولة للصحة | ممدوح كمال جبر           |
| الدولة للثقافة والإعلام                                                                                          | منصور محمد حسن           |
| الدولة للأوقاف                                                                                                   | زكريا البري              |

## تعديلات
- أعقب التشكيل الوزاري قرار بأن يتولى أحمد فؤاد محيي الدين شئون الأزهر والحكم المحلي.
- في 19 مايو 1980 صدر قرار بأن يكون أحمد فؤاد محيي الدين الوزير المختص فيما يتعلق بجميع وحدات رئاسة مجلس الوزراء.
- في 10 يناير 1981 عين:
  - منصور محمد حسن وزير دولة لشئون رئاسة الجمهورية ووزير دولة للثقافة والإعلام.
  - سليمان نور الدين وزير دولة للاقتصاد.
  - فؤاد كمال حسين وزير دولة للمالية.
- في 2 فبراير 1981 عين عثمان أحمد عثمان نائباً لرئيس الوزراء للتنمية الشعبية.
- في 4 مارس 1981 عين محمد عبد الحليم أبو غزالة وزيراً للدفاع والإنتاج الحربي وقائداً عاماً للقوات المسلحة (وذلك بعد وفاة أحمد بدوي).
- في 13 مايو 1981:
  - قبلت استقالة عثمان أحمد عثمان (نائب رئيس مجلس الوزراء للتنمية الشعبية).
  - عين سعد الشربيني وزيراً للتنمية الشعبية.
- في 17 مايو 1981:
  - قبلت استقالة أنور عبد الفتاح أبو سحلى وزير العدل.
  - عين أحمد سمير سامي وزيراً للعدل.
- في 22 سبتمبر 1981 أجري تعديل وزاري أصبح بمقتضاه:
  - فكري مكرم عبيد نائب رئيس الوزراء لشئون مجلسي الشعب والشورى.
  - ألبرت برسوم سلامة وزيرا للدولة.
  - عبد الآخر عمر عبد الآخر وزير دولة لشئون مجلسي الشعب والشورى.
  - محمد رشوان محمود وزير دولة لشئون مجلسي الشعب والشورى.
  - محمد عبد الحميد رضوان وزير دولة للثقافة.
  - مختار حسن هاني وزير دولة لشئون مجلسي الشعب والشورى.
  - ألغي منصبي وزير دولة لشئون رئاسة الجمهورية ووزير الدولة للإعلام
  - صدر قرار بتولي أحمد فؤاد محيي الدين أعمال الوزير المختص بشئون الإعلام.